# Pioneer Peaks National Park
Pioneer Peaks National Park är en park i Australien. Den ligger i delstaten Queensland, omkring 830 kilometer nordväst om delstatshuvudstaden Brisbane.
Runt Pioneer Peaks National Park är det mycket glesbefolkat, med 6 invånare per kvadratkilometer.. Närmaste större samhälle är Walkerston, omkring 18 kilometer sydost om Pioneer Peaks National Park.
Omgivningarna runt Pioneer Peaks National Park är huvudsakligen savann. Genomsnittlig årsnederbörd är 1 672 millimeter. Den regnigaste månaden är mars, med i genomsnitt 448 mm nederbörd, och den torraste är september, med 21 mm nederbörd.